# Kronika Sarmacyey Europskiey
Kronika Sarmacyey Europskiey (łac. Sarmatiae Europeae descriptio) – kronika włoskiego podróżnika z Werony, Aleksandra Gwagnina (Guagnina), wydana po raz pierwszy w 1578, choć istnieje informacja o istnieniu wydania z 1574.

## Tytuł
Pełny tytuł dzieła to:
Kronika Sarmacyey Europskiey, w którey się zamyka Krolestwo Polskie ze wszystkiemi Państwy, Xsięstwy y Prowicyami swemi tudzież też Wielkie Xsięstwo Litewskie, Ruskie, Żmudzkie, Pruskie, Inflantskie, Moskiewskie y część Tatarów przez Aleksandra Gwagnina z Werony (...) pierwey roku 1578 po łacinie wydana, A teraz zaś za przyczynieniem tych królów, których w łacińskiej nie masz, Tudzież królestw, państw, insuł, ziem y prowiciy ku tey Sarmacyey przyległych; iako Graecyey Ziem Słowiańskich, Wołoszey, Pannoniey, Bohemiey, Germaniey, Daniey, Szwecyey, Gotyey etc. Przez tegoż Authora z wielką pilnością rozdziałami na X ksiąg króciuchno zebrana, a przez Marcina Paszkowskiego za staraniem Authorowym z Łacońskiego na Polskie przełożona.

## Historia
Gwagnin wędrował po ziemiach polskich, a także brał udział w wojnach (m.in. inflanckiej i moskiewskiej). Pierwsze wydanie dzieła z 1578 wydrukowane zostało w języku łacińskim i miało 203 strony. Zawierało ono zarys geografii oraz historii Polski, a także Litwy, Prus, Inflant, Moskwy i ziem tatarskich do 1574. W 1611 ukazało się drugie wydanie kroniki – w języku polskim i z polskim tytułem (liczyło 852 strony). Tłumaczenia dokonał pisarz i popularyzator Orientu, Marcin Paszkowski na zlecenie autora. Dodano wówczas informacje na temat państw europejskich, a także części krajów Bliskiego Wschodu. Wydanie to miało dziesięć części – każdą z osobną kartą tytułową i numeracją stronnic. Kronika ilustrowana była bogato drzeworytami, na których widniały portrety różnych władców, panoramy pól bitewnych, mapy, herby i sceny rodzajowe. Drzeworyty te reprezentowały ornamentykę barokową i manierystyczną (rolwerkową).
Dzieło na wiele dziesięcioleci stało się ważnym egzemplarzem w polskich księgozbiorach szlacheckich i dworskich, mimo że opinie o nim były różne (od przychylnych do krytycznych, posądzano je nawet o plagiat). Zastrzeżenia do wydawnictwa zgłosił m.in. Maciej Stryjkowski. Od końca XVI i w wieku XVII przełożono je na język włoski, czeski oraz niemiecki. Trzykrotnie drukowano je w Krakowie, a za granicą w Spirze, Bazylei, Pradze i Wenecji.